# ジュムラ郡
ジュムラ郡(ジュムラぐん、ネパール語: जुम्ला जिल्ला)は、ネパール北西部のカルナリ州の郡。
郡都はチャンダンナス。
2021年国勢調査の人口は11万9377人。面積は2531km²。
かつて、二二諸国のジュムラ王国が存在した。